# Sokrat Dodbiba
Sokrat Dodbiba (ur. 8 sierpnia 1898 w Elbasanie, zm. 25 listopada 1956 w Burrelu) – albański polityk i ekonomista, minister finansów w latach 1943-1944,
w rządzie Rexhepa Mitrovicy.

## Życiorys
Pochodził z wpływowej rodziny z Elbasanu, był synem Anastasa Dodbiby i Polikseni z d. Nosi, siostrzeńcem Lefa Nosiego. Uczył się w stambulskim Robert College, a następnie na Uniwersytecie Wiedeńskim, na którym w 1928 obronił pracę doktorską z zakresu ekonomii politycznej. W czasie studiów wiedeńskich współpracował ze Skënderem Luarasim w czasopiśmie Djalëria, skupiającym Albańczyków mieszkających w Wiedniu.
Po powrocie do kraju w 1928 rozpoczął pracę w ministerstwie finansów. Od 1932 redagował, wspólnie z Rrokiem Gerą czasopismo Ekonomisti Shqiptar (Ekonomista Albański). W tym samym roku awansował na stanowisko dyrektora departamentu w ministerstwie, a w 1936 sekretarza generalnego ministerstwa finansów. W latach 1937–1943 pracował w Banku Albanii. 
W 1943 został wybrany deputowanym z okręgu Elbasan do pro-niemieckiego parlamentu. 5 listopada 1943 objął kierownictwo resortu finansów w rządzie Rexhepa Mitrovicy. Odpowiadał za emisję nowej waluty albańskiej w 1944, a także za rozliczenia finansowe z niemieckimi wojskami okupacyjnymi. Sprzeciwił się żądaniom niemieckim przekazywania przez rząd albański 30 mln franków co miesiąc. 17 czerwca 1944 podał się do dymisji i wycofał się z działalności politycznej. 5 grudnia 1944 aresztowany przez funkcjonariuszy Departamentu Obrony Ludu i poddany okrutnemu śledztwu. W kwietniu 1945 stanął przed Trybunałem Ludowym i został skazany na 30 lat więzienia za współpracę z okupantami oraz na konfiskatę mienia. Zmarł w 1956, w czasie odbywania kary w więzieniu w Burrelu.
Był żonaty (żona Aferdita Ligo Filo). Imię Sokrata Dodbiby nosi jedna z ulic w Tiranie (dzielnica Ali Demi).